# Adeline Akufo-Addo
Adeline Sylvia Eugeina Ama Yeboakua Akufo-Addo, nhũ danh Nana Yeboakua Ofori-Atta (ngày 17 tháng 12 năm 1917 - 21 tháng 3 năm 2004) là một đệ nhất phu nhân trong các nước cộng hòa thứ hai của Ghana là vợ của Edward Akufo-Addo và mẹ của Tổng thống Ghana Nana Akufo- Addo.
Cô qua đời tại Bệnh viện Giảng dạy Korle-Bu ở Accra vào ngày 21 tháng 3 năm 2004, ở tuổi 86.

## Cuộc sống cá nhân
Sinh ra trong Nana Ofori Sir Atta I, Omanhene của Akyem Abuakwa, và Agnes Akosua Dodua của Abomosu, cô là Abontendomhene (các mẹ nữ hoàng của ngôi nhà hoàng gia của Ofori Panin Fie của Kyebi). Do đó, cô chính thức được phong là Nana Yeboakua Ofori-Atta.
Chị gái của cô là Susan Ofori-Atta, nữ bác sĩ đầu tiên đến từ Gold Coast. Anh trai của Adeline Akufo-Addo là William Ofori-Atta, chính trị gia và luật sư của Gold Coast, cựu bộ trưởng ngoại giao và là một trong những người lãnh đạo sáng lập của Công ước United Gold Coast (UGCC) cũng như một thành viên của "The Big Six", nhóm các nhà hoạt động chính trị bị chính quyền thực dân Anh bắt giữ sau cuộc bạo loạn Accra năm 1948, khởi động cuộc đấu tranh giành độc lập của Ghana năm 1957. Người anh em khác của cô là Kofi Asante Ofori-Atta, một bộ trưởng cho chính quyền địa phương trong chính phủ của Đảng Nhân dân (CPP) của Kwame Nkrumah và sau đó là Chủ tịch Quốc hội Ghana.